# Laguna Emiliano Zapata
Laguna Emiliano Zapata är en ort i Mexiko.   Den ligger i kommunen Palenque och delstaten Chiapas, i den sydöstra delen av landet, 800 km öster om huvudstaden Mexico City. Laguna Emiliano Zapata ligger 43 meter över havet och antalet invånare är 134.
Terrängen runt Laguna Emiliano Zapata är platt åt nordost, men åt sydväst är den kuperad. Runt Laguna Emiliano Zapata är det ganska glesbefolkat, med 34 invånare per kvadratkilometer. Närmaste större samhälle är Palenque, 18,9 km öster om Laguna Emiliano Zapata. Trakten runt Laguna Emiliano Zapata består till största delen av jordbruksmark.